# 路易莎港鎮區 (愛荷華州路易莎縣)
路易莎港鎮區（英語：Port Louisa Township）是位於美國愛荷華州路易莎縣的一個行政鎮區。

## 地方資料
根據2010年美國人口普查的數據，路易莎港鎮區的面積為102.83平方千米，當中陸地面積為89.83平方千米，而水域面積為13.00平方千米。當地共有人口867人，而人口密度為每平方千米8.43人。